# Scream My Name
«Scream My Name» es una canción de la cantante y compositora sueca Tove Lo que forma parte de la banda sonora de la película Los juegos del hambre: sinsajo - Parte 1, estrenada a finales de 2014. Si bien la composición sinfónica de la BSO fue dirigida por James Newton Howard, el tema de las canciones propias elaboradas expresamente para la película corrió a cargo de la dirección de la artista neozelandesa Lorde, quien produjo el formato entero y eligió personalmente, entre ellos a Tove Lo, para confeccionar el listado final.
Fue escrita por la propia Tove Lo junto a Ludvig Söderberg, y producida por ambos. Ocupa el track 3 del total de 14 canciones que forman el disco, que añaden los trabajos de Kanye West, The Chemical Brothers, Charli XCX, Tinashe, Grace Jones o Bat for Lashes, entre otros.
La canción se narra desde la perspectiva de Katniss Everdeen (Jennifer Lawrence), en la que se refiere como una "agitadora de agitadores", siendo un tema en el que explica cómo debe acostumbrarse a lidiar con los problemas día a día.